# Émile Bouneau
Émile Bouneau fue un artista pintor y grabador francés, nacido el 7 de febrero de 1902 en Aviñón. Se instaló en  París donde falleció el 7 de enero de 1970. Perteneció a la Escuela de París

## Datos biográficos
Émile Joseph Bouneau nació en Aviñón. Después de haber sido alumno de la Escuela de Bellas Artes de Aviñón, Émile Bouneau siguió, de 1919 a 1925, los cursos de la Escuela nacional superior de  artes décorativas de París. A partir de 1928, se instaló durante una larga temporada en San Francisco, Estados Unidos.
El 22 de abril de 1933, Émile Bouneau se casó con Solange Blanco en París. El premio Abd-el-Tif que obtuvo con André Hamburgo en ese mismo año de 1933 le permitió una estancia de dos años en la Villa Abd-el-Tif en Argel. Pintó vistas de Argel y de su región incluyendo el sitio arqueológico de Tipaza. Un muy joven escritor de entonces, interesado en el arte,  Albert Camus, escribe sobre Émile Joseph en sus artículos. Según Élisabeth Cazenave, ambos hombres fueron amigos.
Durante la Guerra de España, Émile Bouneau se comprometió en el campo republicano.
Se deben a Émile Bouneau desnudos,  retratos  y sobre todo paisajes, concentrando estos en el bosque de Fontainebleau. Jean-Pierre Delarge lo ubica pictóricamente en la Escuela de Barbizon, pero lo fija en la corriente más modernista. Acostumbró el Salon des Tuileries para presentar sus obras.
Muerto en 1970, Émile Bouneau fue  un artista que, rodeado de numeroso pares más conocidos, fue sin embargo, reconocido por los galeristas y los críticos de su tiempo. Fue citado por Roger Bezombes entre los pintores aventajados del Exotismo . Atravesó con discreción el siglo XX  y es sin embargo un artista representativo de la época. Una exposición retrospectiva de Bouneau fue presentada con éxito en París en 1982.

## Medallas
- Antoine Watteau, bronce, edición de la Moneda de París.
- Concepción, bronce, edición de la Moneda de París.

## Premios y distinciones
- Premio Blumenthal, 1928.[11]
- Premio Abd-el-Tif 1933.[5]
- Caballero de la Legión de Honor.[12]